# 藤原範季
藤原 範季（ふじわら の のりすえ）は、平安時代末期から鎌倉時代前期にかけての公卿。藤原南家高倉流の祖。式部少輔・藤原能兼の子。官位は従二位・式部権少輔。後白河法皇の近臣。順徳天皇の外祖父。

## 生涯
保延5年（1139年）10歳の時に父・能兼が没し、兄・範兼の養子になる。文章得業生から越後大掾を経て、久寿元年（1154年）対策に及第し、翌久寿2年（1155年）大膳亮に任じられる。保元2年（1157年）には六位蔵人に補せられて後白河天皇に仕え、翌保元3年（1158年）従五位下に叙爵された。
経緯は明らかでないが、平治元年（1159年）の平治の乱で没落した源義朝の六男・範頼を引き取って自らの子・範資と一緒に養育している。長寛3年（1165年）4月に範兼が死没すると、残された子の範子・兼子・範光らを引き取った（範光には実の娘である季子を嫁がせて婿にしている）。
後白河院政期前半は近江守・常陸介・上野介など受領職を歴任。安元元年（1175年）式部権少輔として京官に復すが、翌安元2年（1176年）1月に陸奥守を兼任すると、3月には藤原秀衡の後任として鎮守府将軍も兼ねて4月に陸奥国へ下向。治承2年（1178年）10月以前に帰洛した。
九条兼実の忠実な家司である一方、兼実が嫌う平家とも繋がりを持ち、平清盛の姪である教子を正妻に迎え、清盛の義弟である能円に姪（義妹）である範子を娶せている。
治承4年（1180年）高倉天皇の第四皇子・尊成親王が誕生し、範季が邸に迎えて養育にあたった。また、姪の範子・兼子がその乳母となっている。養和2年（1182年）従四位下、翌寿永2年（1183年）正月に従四位上に昇叙。同年7月に安徳天皇が平家一門と共に都を落ちると、後白河法皇によって新たな帝の選定が行われ、8月に範季が養育する4歳の尊成親王が擁立されて即位した（後鳥羽天皇）。範季はその践祚にあたって奔走したという。元暦2年（1185年）木工頭兼皇太后宮亮に任じられる。
後白河法皇の指示か奥州藤原氏との縁によるものか不明だが、源義経を庇護し、文治2年（1186年）興福寺に潜伏中の義経と接触し匿まっている。ただし、子の範資は義経の追討に積極的で、義経が九州に向けて都落ちする際、在京していた範頼の手勢を率いて出陣している（河尻の戦い）。同年11月に義経を匿った事が露見し、源頼朝の要請によって範季は解官された。
建久6年（1195年）範子の娘・源在子が後鳥羽天皇の第一皇子・為仁親王を産む。建久7年（1196年）正四位下。娘の重子は建久6～7年頃に女房として内裏に出仕し後鳥羽天皇の寵愛を受けて、建久8年（1197年）9月第二皇子・守成親王を産んだ。同年12月には後鳥羽天皇の侍読を勤めた労により従三位に叙せられ公卿に列した。建久9年（1198年）後鳥羽天皇が譲位し、3歳の為仁親王が即位（土御門天皇）した。娘・重子の産んだ守成親王は後鳥羽上皇の寵愛厚く、正治2年（1199年）4月に皇太弟に立てられた。
建仁元年（1201年）に発生した建仁の乱では首謀者の一人・藤原高衡が一時邸内に逃げ込む。高衡は範季と親交のあった藤原秀衡の四男で奥州藤原氏の滅亡後は秀衡の6人の息子の中で唯一生き残って降伏し、一時流刑にされていたが、梶原景時の取り成しで鎌倉幕府の食客（客将）となっていた人物であった。結局、同じ乱の首謀者である城長茂の郎党が唐橋（信濃）小路にある範季邸に押しかけて高衡は連れ出され、最期は幕府の追っ手によって討ち取られている。高衡が討たれた事を聞いた範季は嘆息したという。
建仁2年（1202年）正三位に昇叙され、建仁3年（1203年）従二位に至る。元久2年（1205年）5月10日薨去。享年76。
没後の承元4年（1210年）に外孫である守成親王が即位（順徳天皇）したため、従一位・左大臣を贈られた。範季は死後の贈官を考えて、最期まで出家しなかったという。

## 人物像に関する評価
有能な行政官・政治家でありながら、平清盛に滅ぼされた源義朝の遺児である範頼を育て、九条兼実の家司でありながら兼実とそりの合わない後白河院の院司を兼ね、源義経が頼朝に追われた際には義経を支持し、奥州藤原氏の滅亡後に藤原泰衡の弟・高衡を匿う等、当時の権力者の意向に背く危険な選択を選び続けたため、アナーキー性の持ち主だと評価されることもある。

## 官歴
『諸家伝』による。
- 久安6年（1150年） 12月30日：給穀倉院学問料
- 仁平2年（1152年） 12月30日：秀才
- 仁平3年（1153年） 正月21日：越後大掾
- 久寿元年（1154年） 4月20日：策試第飛流詳水石
- 久寿2年（1155年） 正月28日：大膳亮
- 久寿3年（1156年） 2月2日：左衛門少尉検非違使宣旨
- 保元2年（1157年） 2月20日：六位蔵人
- 保元3年（1158年） 正月7日：従五位下（策）
- 応保元年（1161年） 正月26日：近江守。9月15日：常陸介
- 応保3年（1163年） 2月：聴院昇殿
- 長寛2年（1165年） 正月5日：従五位上（策）。4月21日：昇殿
- 長寛3年（1166年） 3月17日：上野介
- 嘉応2年（1170年） 正月5日：正五位下（前待賢門院未給）
- 承安3年（1173年） 7月7日：辞上野介（以猶子範光任紀伊守）
- 承安5年（1175年） 正月25日：式部権少輔
- 安元2年（1176年） 正月30日：陸奥守（院分）。3月30日：鎮守府将軍
- 治承3年（1179年） 11月17日：止守
- 養和2年（1182年） 3月8日：従四位下、権少輔如元。6月16日：昇殿
- 寿永2年（1183年） 正月5日：従四位上
- 元暦元年（1184年） 9月18日：備前守（院分）
- 元暦2年（1185年） 正月20日：木工頭、止備前守。12月24日：皇太后宮亮（皇太后・藤原忻子）
- 文治2年（1186年） 11月2日：解官
- 建久7年（1196年） 正月6日：正四位下
- 建久8年（1197年） 日付不詳：侍読。12月15日：従三位（侍読労）
- 建仁2年（1202年） 閏10月24日：正三位
- 建仁3年（1203年） 正月5日：従二位
- 元久2年（1205年） 5月10日：薨去
- 承元4年（1210年） 日付不詳：贈左大臣従一位

## 系譜
- 父：藤原能兼
- 母：高階為賢[2] または高階為時[3] の女
- 養父：藤原範兼
- 妻：藤原範能の娘
  - 長男：藤原範時（1166-?） - 八条院蔵人
- 妻：平教子 - 平教盛の娘
  - 次男：藤原範茂（1185-1221） - 子孫は高倉家（羽林家）
  - 女子：藤原重子（修明門院）（1182-1264） - 順徳天皇生母。
- 妻：阿御前（藤原範能の娘）
- 生母不明
  - 男子：藤原範資（前妻の子）
  - 男子：藤原範弘
  - 男子：範尊（或いは藤原範資の子）
  - 男子：忠範（或いは藤原範資の子）
  - 女子：藤原季子 - 藤原範光室
  - 女子：藤原範宗室
  - 女子：高階経仲室
  - 女子：隆重室（姓不明）
  - 女子：吉田資経室
  - 女子：藤原範家室
  - 女子：